# Царицын, Валентин Иванович
Валентин Иванович Царицын (21 февраля 1931, Москва — 1 августа 2001, Санкт-Петербург) — советский футболист, полузащитник. Мастер спорта СССР (1956).

## Биография
Воспитанник ленинградского футбола.
Начинал карьеру в клубной команде московского «Динамо».
В 1955 году перешёл в ленинградский «Зенит», за который выступал в течение 4 сезонов. 28 июня 1957 года сделал хет-трик в гостевой игре против московского «Спартака». Этот матч стал лучшим для футболиста за время выступлений в «Зените».
С 1960 по 1961 играл в другой ленинградской команде «Адмиралтеец», которая к тому моменту также выступала в классе «А». Завершил карьеру в ивановском «Текстильщике», где на протяжении нескольких сезонов был «мозговым центром» команды.
Полуфиналист Кубка СССР 1961.
Впоследствии тренировал ленинградские клубные и заводские команды.
Скончался в 2001 году в возрасте 70 лет.